# Phantyna bicornis
Phantyna bicornis är en spindelart som först beskrevs av James Henry Emerton 1915.  Phantyna bicornis ingår i släktet Phantyna och familjen kardarspindlar. Inga underarter finns listade i Catalogue of Life.